# Viejas Locas
Viejas Locas este o formație argentiniană de rock 'n' roll și blues rock. Membrii formației sunt:
- Cristian "Pity" Álvarez
- Alejandro "Mono" Avellaneda
- Matias Mango
- Diana Bifulco
- Eduardo Introcaso
- Gabriel Prajsnar

## Discografie
- Viejas Locas - 1995
- Hermanos de Sangre - 1997
- Especial - 1999
- Contra la pared - 2011